# Namsrain Sandagdordsch
Namsrain Sandagdordsch (mongolisch Намсрайн Сандагдорж, wiss. Transliteration Namsrajn Sandagdorž; * 11. Januar 1949) ist ein ehemaliger mongolischer Skilangläufer.
Sandagdordsch belegte bei den Nordischen Skiweltmeisterschaften 1970 in Štrbské Pleso den 71. Platz über 15 km und den 18. Rang mit der Staffel. Zwei Jahre später kam er in Sapporo bei seiner einzigen Teilnahme an Olympischen Winterspielen auf den 57. Platz über 15 km und auf den 52. Rang über 30 km.